# قمبود نبوتي
قمبود نبوتي (الاسم العلمي: Campodea rhopalota) هو نوع من الحيوانات يتبع جنس القمبود من فصيلة القمابيد.